# Округ Карвина
Округ Карвина (чеш. Okres Karviná) је округ у Моравско-Шлеском крају, у Чешкој Републици. Административно средиште округа је град Карвина.

## Становништво
Према подацима о броју становника из 2012. године округ је имао 263.075 становника.